# Escuts de Barcelona
|  | No confondre amb Escut de Barcelona |

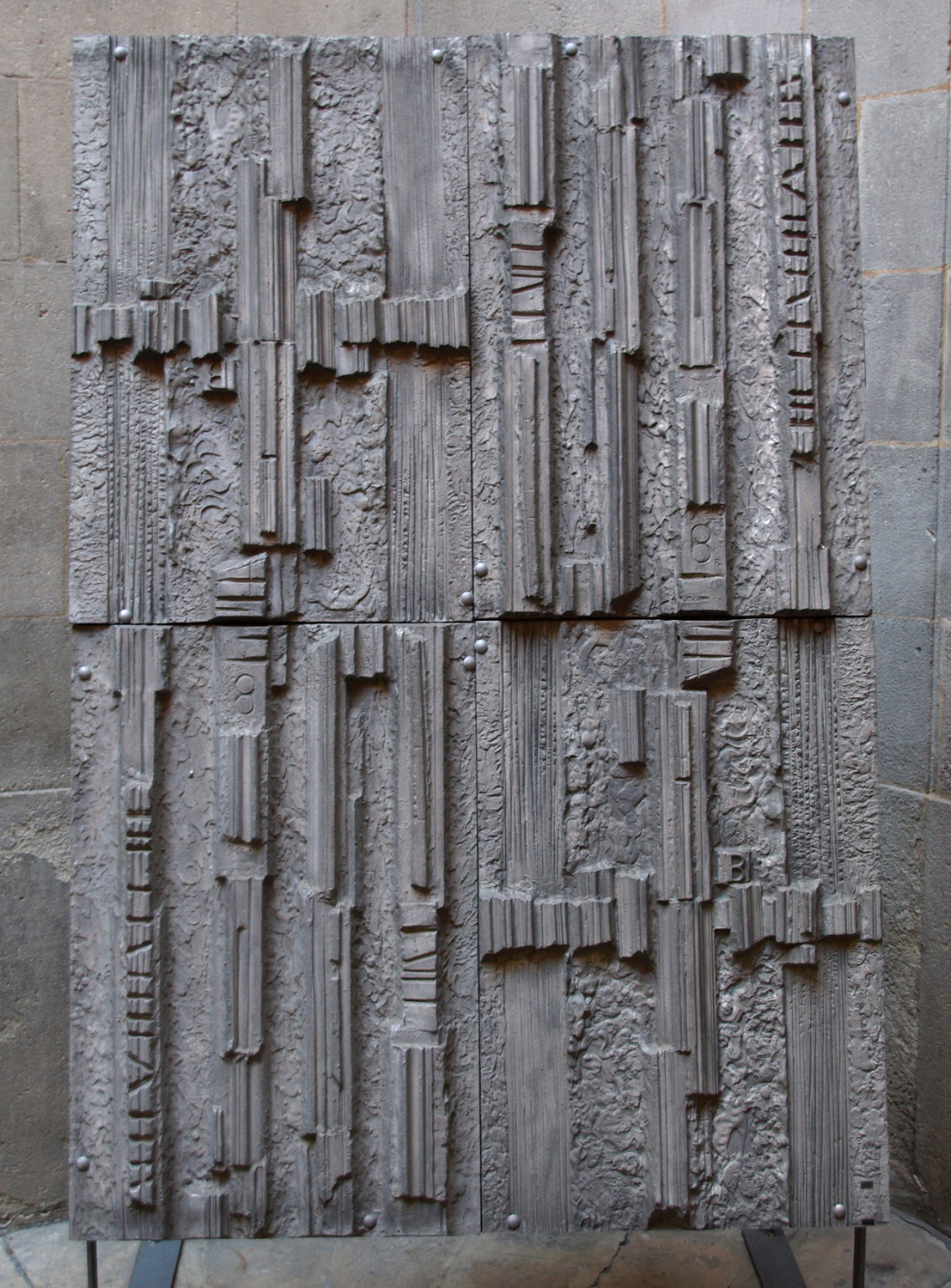
Un dels escuts de Barcelona, al vestíbul de la Casa de la Ciutat

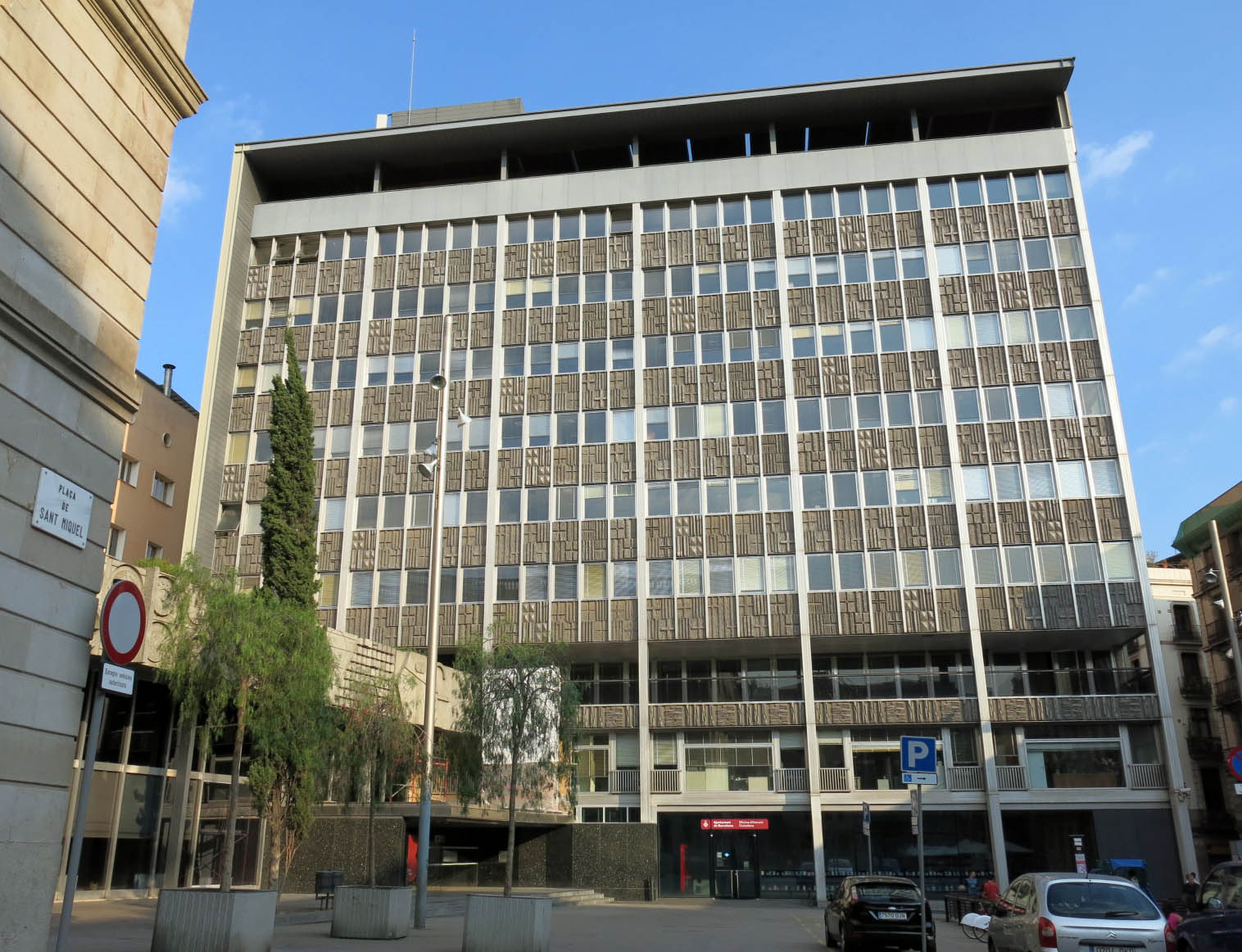
Els escuts de Barcelona, a l'edifici "Novíssim" al 2013

Escuts de Barcelona és una obra de 1966 de l'artista Josep Maria Subirachs ubicada a l'edifici "Novísim" de la Casa de la Ciutat de Barcelona.

## Història
L'obra consisteix en la repetició de dotze versions de l'escut de la ciutat de Barcelona realitzades en alumini i de 185 x 124 cm cadascuna, encàrrec que va rebre per decorar la façana de l'edifici "Novíssim" de la Casa de la Ciutat a la plaça de Sant Miquel.
L'any 2001, l'Ajuntament de Barcelona, va desconstruir les últimes quatre plantes d'aquest edifici, per adaptar-se a les normes urbanístiques del nucli antic de la ciutat. La norantena d'escuts desmuntats van anar a institucions, empreses i particulars que els van adquirir, i amb el que es va recaptar, es va destinar, d'acord amb Subirachs, a l'arranjament del Fossar de les Moreres i la realització i instal·lació en el mateix lloc d'un peveter d'acer dissenyat per Albert Viaplana.